# Guillem Ramon I de Montcada
|  | Per a altres significats, vegeu «Guillem I de Montcada i de Bearn». |

Guillem Ramon I de Montcada, dit el Gran Senescal (1090 - 1173) fou senescal de Barcelona (1130-1173) i senyor de Tortosa, Sentmenat, Arraona, Peníscola i Carles, i castlà de Lleida. Cal notar que els ordinals són molt confusos per aquest personatge.

## Família
Actualment estan força corroborades les teories de Schideler desvinculant els senescals Guillem I i Guillem Ramon I del tronc de la família Montcada. Sembla clara la seva pertinença a la senyoria d'Hostoles, una vicaria comtal, i d'una branca cabalera.
Armand de Fluvià fa la següent seqüència cronològica:
- Miró d'Hostoles (mort el 1034).
- Fills de Miró: Enees d'Hostoles (hereu), Ramon d'Hostoles (mort el 1060).
- Fills de Ramon: Guillem d'Hostoles (mort el 1120/22), Albert, Bernat.
- Fills de Guillem I: Guillem Ramon I (mort el 1173), Ferrana, Lambarda, Ot.

Agnès, la mare de Guillem Ramon no té el llinatge esbrinat. Així doncs, la teoria més acceptada el fa fill del Senescal de Barcelona Guillem I i la dama Agnès.
Guillem Ramon es va casar amb Beatriu de Montcada, pubilla dels Berenguer, una família provinent dels vescomtes de Girona, aprisiadors de terres al Comtat d'Osona. És d'aquesta manera com el Gran Senescal esdevé Montcada. D'aquest enllaç en nasqué:
- Ramon I de Montcada i de Montcada, senyor de Tortosa i hereu de la senescalia
- Guillem I de Montcada i de Bearn, vescomte consort de Bearn pel seu casament amb Maria de Bearn
- Berenguer
- Adelaida, que es casaria amb el comte Ponç III d'Empúries
- Berenguera, que es casaria amb Galceran III de Pinós

El matrimoni es va desfer amb un procés de nul·litat amb al·legacions de parentiu entre els consorts. És versemblant la interferència de Ramon Berenguer IV qui el 1135 concedeix Beatriu a Guillem de Sant Martí juntament amb l'honor de Montcada, en una de les primeres picabaralles del comte i el senescal.
Guillem Ramon es torna a casar en segones noces amb Tota de Cardona, i encara en terceres amb Sança.

## Senescal de Barcelona
El càrrec de Senescal de Barcelona, creat per Ermessenda de Carcassona en la seva segona regència entre el 1035 i el 1043 va anar parar a mans dels fidels vassalls més directes. El canvi polític i generacional de Ramon Berenguer I, porta la casa d'Hostoles a la senescalia en la persona de Guillem d'Hostoles, pare de Guillem Ramon I.
Les picabaralles varen ser una constant en la vida de Ramon Berenguer IV i Guillem Ramon. Dos personatges similars en edat i dos caps de brot astuts. El comte, potser més calculador i el senescal més vigorós. El 1136 Guillem Ramon tornava a tenir el castell de Montcada. La temeritat del senescal quan va tallar l'aigua de Barcelona, per discòrdia amb el comte, tampoc va ser suficient per a cap ruptura definitiva. Guillem Ramon va passar una temporada a l‘Aragó.
I si és cert que el comte intervé desfent el primer matrimoni del senescal, també és cert que el senescal intervé en el casament del comte amb Peronella, filla de Ramir II d'Aragó, el monjo, tramant el prometatge quan aquesta només tenia dos anys i desbaratant el testament d'Alfons el Bataller i les pretensions d'Alfons VII de Castella. Durant aquest temps, lluny dels seus castells i del comte, també trama el casament del seu fill Guillem amb Maria de Bearn, utilitzant a Ramon Berenguer com a protector de la desvalguda Maria. D'aquesta manera aconsegueix un vescomtat pels Montcada.
Altra vegada junts, el comte i el senescal viatgen per Provença. El senescal participa almenys en l'organització de la croada contra Almariyya, la croada contra la Taifa de Tortosa i la croada contra l'emirat de Larida. On més mesuraren les seves forces és a Turtusha. La trama de preparació per part de Ramon Berenguer IV és meticulosa, parsimoniosa i enrevessada. El comte pacta amb el senescal la infeudació del castell de la Suda i la senyoria damunt de la ciutat i pobles, i la tercera part dels guanys, i Mallorca. Deu anys abans havia promès quasi el mateix a Guillem VI de Montpeller. I després encara va pactar repartiments amb els genovesos, amb els templers i hospitalers i amb Ermengarda de Narbona. Quan es fa el repartiment, els conflictes entre Ramon Berenguer i Guillem Ramon, arriben als tribunals.
Mentrestant (1150), el senescal porta per primera vegada l'Orde del Cister a Catalunya. La primera fundació a Valldaura per monjos procedents de l'abadia de La Gran Selva (prop de Tolosa), no resulta adequada, però ja són els monjos que després arriben a Santes Creus, lloc on arrelen. Ramon Berenguer IV, com si no volgués ser menys, un any més tard també porta des de l'abadia de Fontfreda, també occitana, els monjos per fundar Poblet.
El patrimoni acumulat per Guillem Ramon de Montcada, (aquest serà el nom definitiu) va esdevenir enorme i capaç de despertar la gelosia del mateix comte. Altrament, per la seva gran ambició, era una peça del tot necessària en la política feudal de noves conquestes.
Va tenir el senescal una vida intensa i també llarga. Ramon Berenguer IV mor el 1162 i el seu fill Guillem I de Montcada i de Bearn el 1172. Abans havia mort el fill Berenguer. Quan ell mor, l'any 1173 queda el seu fill Ramon I de Montcada assentat a Tortosa i actuant de senescal però amb molta menys ambició. Les grans propietats de Montcada, esteses principalment per Osona i el Vallès, passen al net Guillem I de Bearn], un dels fills de Guillem i Maria de Bearn, i un dels personatges més singulars de la nissaga. Un retrat seu forma part de la Galeria de Catalans Il·lustres de l'Ajuntament de Barcelona.